# Medlemmer af Volbeat
Volbeat er et dansk heavy metalband fra København. Bandet blev grundlagt af Michael Poulsen, der er tidligere forsanger og guitarist i Dominus. Den første sammensætning af bandet bestod af guitarist Teddy Vang, bassist Anders Kjølholm og trommeslager Jon Larsen. Volbeat indspillede herefter en selvbetitlet demo. Guitaristen Teddy Vang blev erstattet Franz Gottschalk, som deltog på deres anden demo, Beat the Meat (2003), og deres to første studiealbums The Strength/The Sound/The Songs (2005) og Rock The Rebel / Metal The Devil (2007). Efter indspilningerne af deres andet album, forlod Gottschalk bandet og blev erstattet af Thomas Bredahl, som havde sin debut på bandets tredje album Guitar Gangsters & Cadillac Blood (2008). Bredahl forlod bandet i 2011 efter udgivelsen af Beyond Hell/Above Heaven (2010). Han blev erstattet med den tidligere guitarist for Anthrax; Rob Caggiano der medvirkede på bandets seneste album Outlaw Gentlemen & Shady Ladies (2013). Kjølholm forlod bandet i november 2015. Under deres turne i USA i foråret 2016 blev Kjølholm erstattet af Kaspar Boye Larsen, og i maj samme år blev Boye Larsen annonceret som nyt medlem. Han medvirkede på deres albums Rewind, Replay, Rebound (2019). Caggiano forlod gruppen i 2023 og blev erstattet med Flemming C. Lund fra metalgruppen The Arcane Order.

## Nuværende medlemmer (2013−nu)
Michael Poulsen
Aktiv: 2001–nu
Instrumenter: guitar, Forsanger
Bidrag til udgivelser: Alle Volbeats udgivelser
Jon Larsen
Aktiv: 2001–nu
Instrumenter: Trommer
Bidrag til udgivelser: Alle Volbeats udgivelser
Kaspar Boye Larsen
Aktiv: 2016-nu
Instrumenter: bas
Bidrag til udgivelser: Rewind, Replay, Rebound
Flemming C. Lund
Aktiv: 2023-nu
Instrumenter: guitar

## Tour-medlemmer
Hank Shermann
Aktiv: 2012–2013
Instrumenter: guitar

## Tidligere medlemmer
Teddy Vang
Aktiv: 2001-2003
Instrumenter: guitar
Bidrag til udgivelser: Volbeat demo, Beat the Meat demo
Franz Gottschalk
Aktiv: 2003-2006
Instrumenter: guitar
Bidrag til udgivelser: The Strength/The Sound/The Songs og Rock The Rebel / Metal The Devil
Thomas Bredahl
Aktiv: 2006–2011
Instrumenter: guitar
Bidrag til udgivelser: Guitar Gangsters & Cadillac Blood, Beyond Hell/Above Heaven
Anders Kjølholm
Aktiv: 2001–2015
Instrumenter: bas, baggrundsvokal
Bidrag til udgivelser: The Strength/The Sound/The Songs, Rock The Rebel / Metal The Devil, Guitar Gangsters & Cadillac Blood, Beyond Hell/Above Heaven og Outlaw Gentlemen & Shady Ladies
Rob Caggiano
Aktiv: 2013–2023
Instrumenter: guitar
Bidrag til udgivelser: Outlaw Gentlemen & Shady Ladies, Rewind, Replay, Rebound

## Tidslinje
Rock the Rebel/Metal the Devil blev udgivet mens Bredahl var en del af bandet, men blev optaget med Gottschalk på guitar.